# Almagarinos
Almagarinos es una localidad española que forma parte del municipio de Igüeña, en la provincia de León, comunidad autónoma de Castilla y León.

## Geografía

### Ubicación
| Noroeste: Boeza               | Norte: Rodrigatos de las Regueras | Noreste: Pobladura de las Regueras |
| Oeste: Boeza                  | Rosa de los vientos               | Este: Tabladas                     |
| Suroeste Folgoso de la Ribera | Sur: Tremor de Abajo              | Sureste: Brañuelas                 |

## Demografía
Evolución de la población
| Gráfica de evolución demográfica de Almagarinos entre 2000 y 2017  |
|                                                                    |
| Población de derecho (2000-2017) según el padrón municipal del INE |